# میپل (ویرجینیای غربی)
میپل (به انگلیسی: Maple) یک منطقهٔ مسکونی در ایالات متحده آمریکا است که در شهرستان مونونگالیا، ویرجینیای غربی واقع شده‌است. میپل ۳۳۴٫۰۶ متر بالاتر از سطح دریا قرار دارد.